# Смил, Вацлав
Вацлав Смил(чеш. Vaclav Smil, [ˈvaːtslaf ˈsmɪl]; родился 9 декабря 1943) — чешско-канадский учёный и политический аналитик. Он является заслуженным профессором факультета окружающей среды Университета Манитобы в Виннипеге, Манитоба, Канада. Его междисциплинарные исследовательские интересы охватывают исследования в области энергетики, окружающей среды, продовольствия, народонаселения, экономики, истории и государственной политики. Он также применил эти подходы к вопросам энергетики, продовольствия и окружающей среды Китая.

### Ранние годы и образование
Смил родился во время Второй мировой войны в Пльзене, в то время в немецком протекторате Богемия и Моравия (современная Чехия ).  Его отец был офицером полиции, а мать - бухгалтером.  Выросший в отдаленном горном городке Пльзенского воеводства, Смил ежедневно рубил дрова, чтобы обогревать дом. Это послужило первым уроком энергоэффективности.
Смил закончил бакалавриат и начал свою аспирантуру (кульминацией которой стала RNDr., промежуточная степень магистра философии, аналогичная англо-американскому диплому магистра философии, в 1965 году)  на факультете естественных наук Карлова университета в Праге. где он посещал 35 занятий в неделю, 10 месяцев в году, в течение пяти лет.
«Они научили меня природе, от геологии до облаков», — сказал Смил.  После окончания учебы он отказался вступить в Коммунистическую партию, что лишило его перспектив трудоустройства, хотя он нашел работу в региональном бюро планирования.  Он женился на Еве, которая училась на врача.  В 1969 году, после советского вторжения в Чехословакию и окончания учебы Евы, Смилы эмигрировали в Соединенные Штаты, покинув страну за несколько месяцев до того, как советский запрет на поездки закрыл границы.  «Это была немалая жертва, понимаешь?» — говорит Смил.  Затем Смил получил докторскую степень. Получил степень бакалавра географии в Колледже наук о Земле и полезных ископаемых Пенсильванского государственного университета в 1971 году.

### Карьера
В 1972 году Смил получил свое первое предложение о работе в Университете Манитобы, где он оставался на протяжении десятилетий, вплоть до выхода на пенсию.  Он преподавал вводные курсы по науке об окружающей среде, а также другие предметы, касающиеся энергетики, изменения атмосферы, Китая, народонаселения и экономического развития.

## Позиция по энергетике
Смил скептически относится к тому, что произойдет быстрый переход к экологически чистой энергии, полагая, что это займет гораздо больше времени, чем многие предсказывают.  Смил сказал: «Я никогда не ошибался в этих важнейших вопросах энергетики и окружающей среды, потому что мне нечего продавать», в отличие от многих энергетических компаний и политиков.
В 2018 году Смил отметил, что уголь, нефть и природный газ по-прежнему составляют 90% первичных источников энергии, используемых в мире. Хотя технологии возобновляемых источников энергии со временем улучшились, глобальная доля энергии, производимой из ископаемого топлива, с 2000 года увеличилась.  Смил подчеркивает, что замена использования ископаемого углерода в производстве первичного железа, цемента, аммиака и пластмасс является серьезной и постоянной проблемой в промышленном секторе. В совокупности на эти отрасли приходится 15% общего мирового потребления ископаемого топлива.  Смил подчеркивает необходимость того, чтобы цены на энергоносители отражали их истинную стоимость, включая выбросы парниковых газов, и выступает за снижение спроса на ископаемое топливо за счет мер по энергосбережению.

## Награды и признание
Он сотрудник Королевского общества Канады и получателем Американской ассоциации содействия развитию науки премии в области общественного понимания науки и техники в 2000 г. В 2009 г. он был почетным профессором на факультете " окружающей среды в Университете Манитобы . В 2020 году он был назван в опросе 100 лучших общественных интеллектуалов по версии журнала Foreign Policy . В 2013 году генерал-губернатор Канады присвоил ему Орден Канады - высшую гражданскую награду страны . Вацлав Смил был приглашен в качестве спикера на более чем 300 конференций и семинаров в США , Канаде , Европе , Азии и Африке . Он также читал лекции в многочисленных университетах в Северной Америке , Европе и Восточной Азии . Вацлав Смил работал консультантом во многих американских и европейских международных организациях .

## Личная жизнь
Его жена Ева — врач, а сын Дэвид — химик-органик-синтетик.
Он живет в доме с необычно толстой изоляцией, выращивает немного еды сам и ест мясо примерно раз в неделю. Он читает от 60 до 110 книг нетехнического характера в год и ведет список всех книг, которые он прочитал с 1969 года. Он «никогда не собирается иметь мобильный телефон».
Смил известен своей «крайней скрытностью», избегает прессы, позволяя своим книгам говорить сами за себя. В Университете Манитобы он появлялся только на одном собрании преподавателей (с 1980-х годов). Школа мирилась с его затворничеством, пока он продолжал преподавать и публиковать книги с высоким рейтингом.